# Jakob Richter
Jakob Richter, död 1571, var en tysk-svensk arkitekt och snickare under 1500-talet.
Richter var från Freiburg im Breisgau, men var verksam som snickare vid byggnationerna, såväl som ledare av inredningsarbetet som konstruktionssnickare vid Stockholms slott. 1553 sändes han från Stockholm till Kalmar slott för att byggnadsarbetena där 1553-1572, och ersatte då Fredrik Nussdorffer. Han ledde där till och ombyggnaden av slottets murar, byggde trappan vid det medeltida vattentornet, samt de flesta av slottets portaler. Han var även ansvarig för inredningarna i slottet, bland annat i de i kung Eriks gemak på slottet.
Jakob Richter var även anlitad som arkitekt för uppdrag i andra orter.